# Tropikalne umundurowanie Wehrmachtu

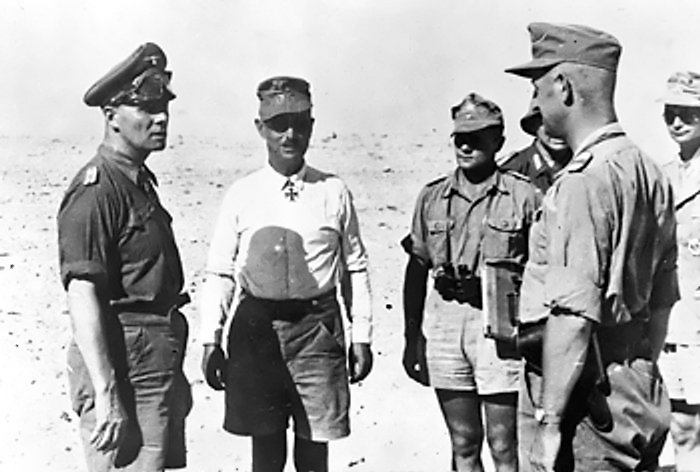
Feldmarszałek Erwin Rommel (pierwszy z lewej) i jego oficerowie w 1942 roku

Tropikalne umundurowanie Wehrmachtu – rodzaj umundurowania sił lądowych III Rzeszy, które zostało wprowadzone wobec konieczności wysłania niemieckiego korpusu ekspedycyjnego do Afryki Północnej, gdzie armia włoska ponosiła klęskę za klęską w bitwach ze słabo uzbrojonymi i wyszkolonymi Brytyjczykami. Adolf Hitler bez wahania odpowiedział na prośbę o wsparcie Benita Mussoliniego, bowiem zależało mu na zdobyciu Aleksandrii i strefy kanałowej, odcięcia tym samym Wielkiej Brytanii od najkrótszej drogi dostaw z kolonii w Azji przez Morze Śródziemne i dotarcie do pól roponośnych w rejonie Zatoki Perskiej. Dowódcy Wehrmachtu, a także logistycy armii zdawali sobie sprawę, że żołnierzom niemieckim przyjdzie walczyć w bardzo wysokich temperaturach, w warunkach bezwodnej pustyni, gdzie sukienne mundury feldgrau będą jedynie zawadą. W imponująco krótkim czasie przygotowano więc mundury i wyposażenie żołnierskie mające odpowiadać nowej, niespotykanej dotąd sytuacji, choć nie uniknięto błędów, które wymusiły korekty w trakcie prowadzenia kampanii.

## Praktyka

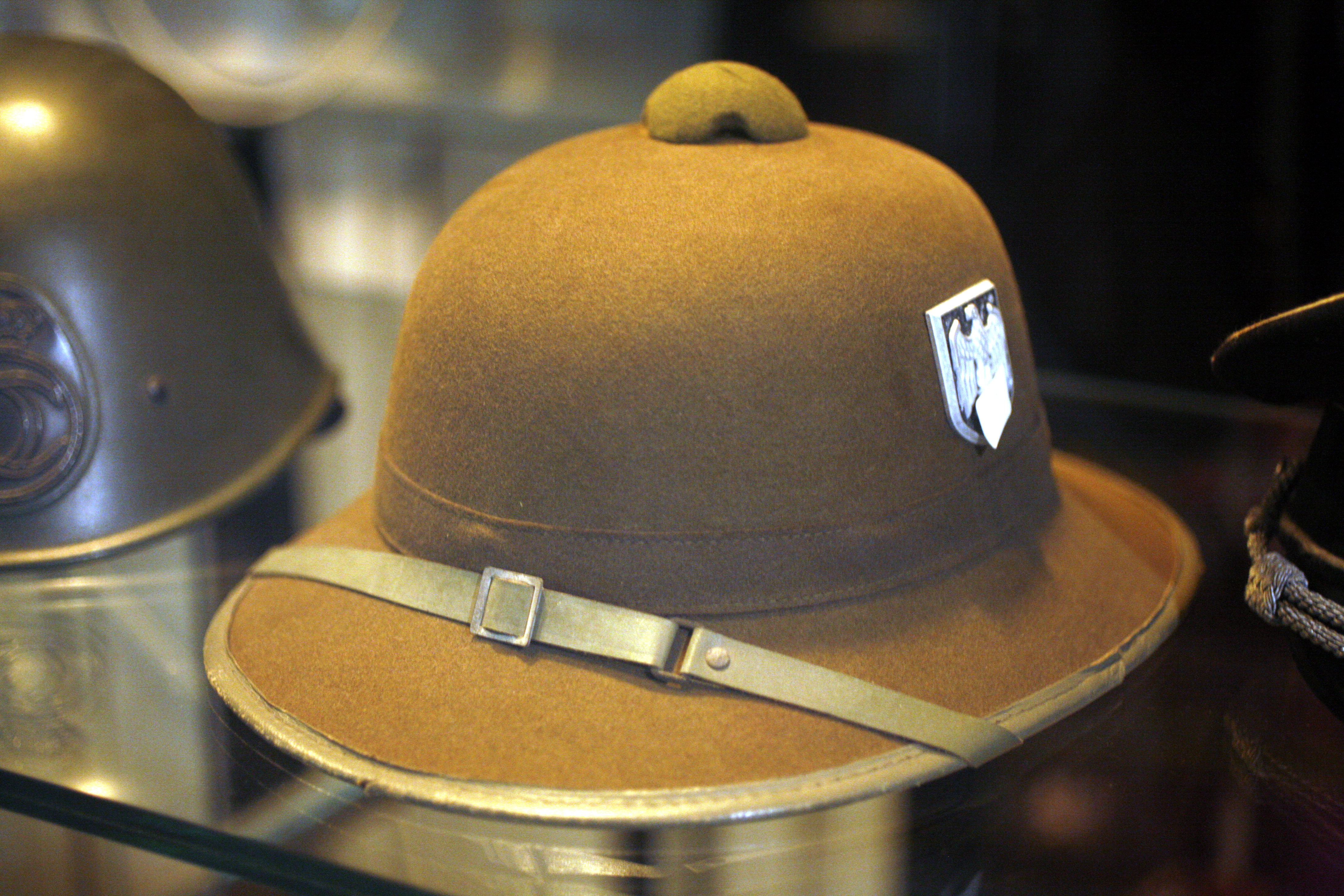
Hełm korkowy w barwie oliwkowej

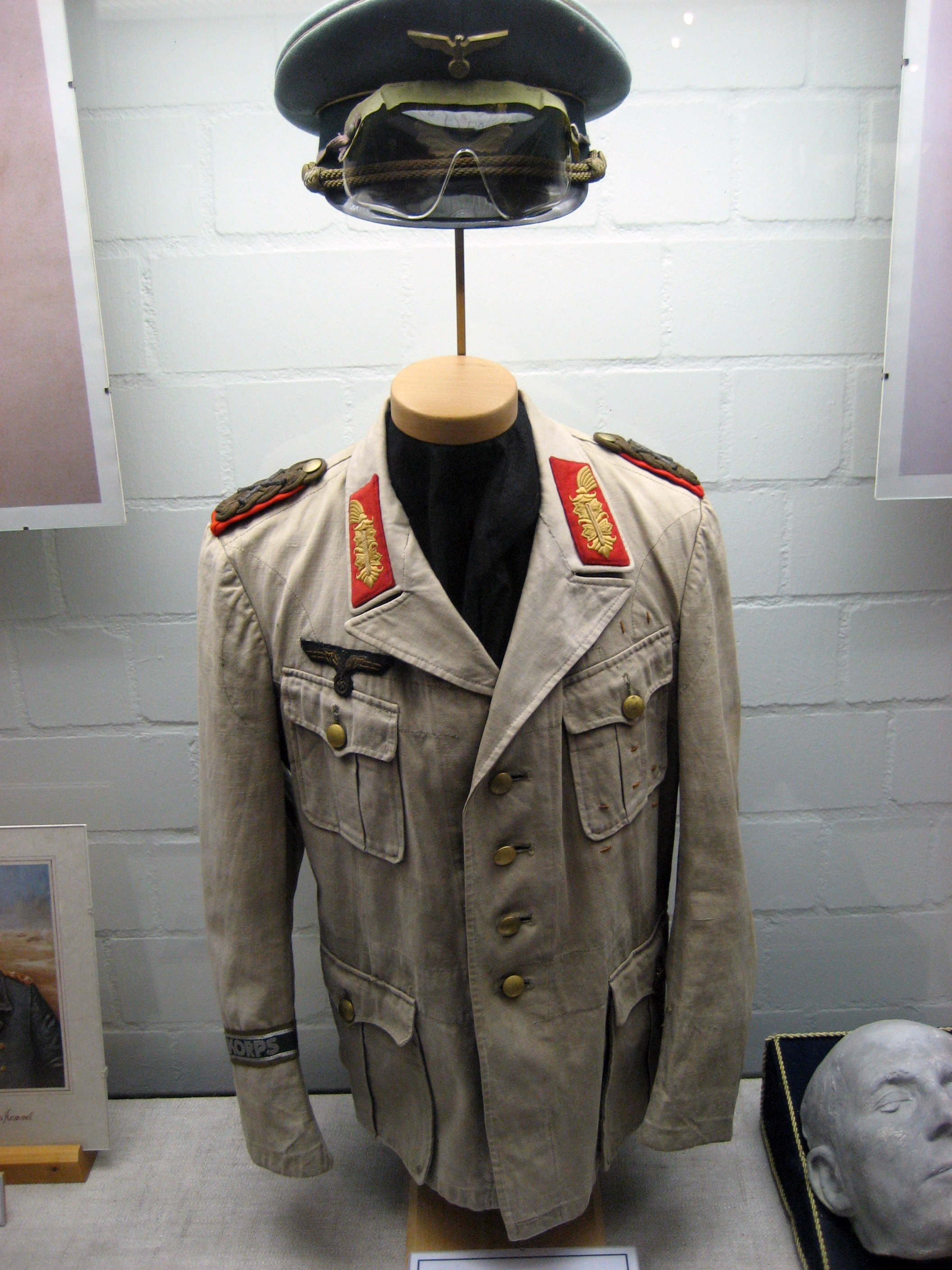
Mundur tropikalny Rommla

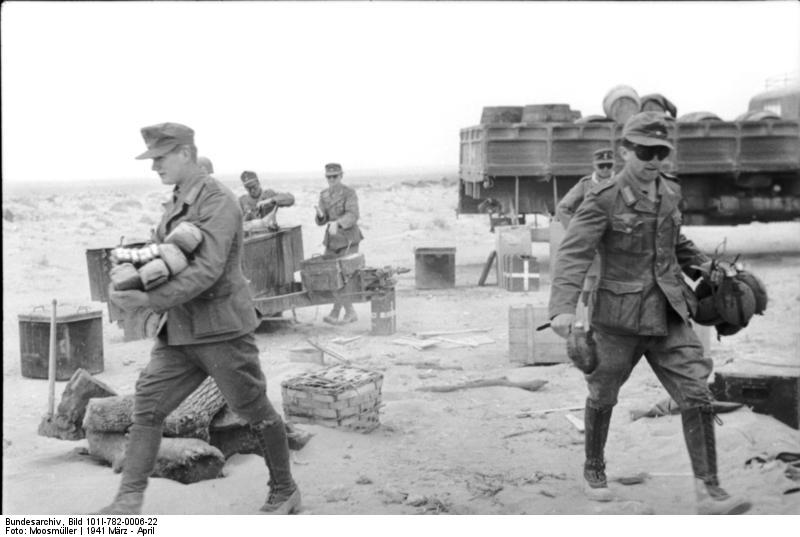
Żołnierze w butach typu Tropische Schnürschuhe

Oddziały Deutsches Afrika Korps (DAK) nosiły początkowo mundury oliwkowo-zielone, później barwy khaki. Na czapkach i na lewej piersi (tuż nad kieszenią) munduru noszono Wehrmachtadlery, a na lewym przedramieniu opaskę z nazwą korpusu. Kurtka Afrika Korps różniła się od klasycznej Feldbluse wykładanym kołnierzem. Noszono do niej piaskową koszulę z zielonym krawatem oraz bryczesy i wysokie sznurowane buty tropikalne. Czapki polowe miały długie daszki chroniące oczy przed promieniami słonecznymi, z czasem dodano także ochronę karku. Często zamiast kurtek były noszone koszule koloru khaki z dwiema kieszeniami oraz luźne szorty. Wysokie tropikalne buty zastępowano wtedy trzewikami i długimi wełnianymi skarpetami.
Typowy mundur tropikalny wzoru M41, w 1942 zatwierdzony jako uniform letni w południowej Europie, był generalnie tego samego kroju jak standardowy mundur Wehrmachtu, ale szyty z lżejszego materiału na bazie bawełny barwionej na kolor oliwkowy, ale w użyciu barwa ta szybko płowiała zmieniając mundur na kolor khaki z piaskowym odcieniem. Podobnie było z koszulami i rzadko noszonymi chustami pod szyją. Insygnia były w kolorze feldgrau na podkładce w kolorze cielistym. Takie mundury nosili wszyscy żołnierze korpusu, także oficerowie i pancerniacy. 
Oficerowie zazwyczaj kupowali mundury na własną rękę; były to typowe uniformy oficerskie wzoru M35, ale w kolorach od oliwkowego, przez khaki, do musztardowego i piaskowego, czasami z zielonymi kołnierzami. Tropikalne spodnie wzoru M40 nie odbiegały krojem od standardowych bryczesów armii niemieckiej. Noszono je z butami sięgającymi kostki ze spinaczami, ale nie cieszyły się uznaniem i powszechnie obcinano je do długości szortów. W połowie 1941 roku weszły w użycie szorty szyte w Niemczech. Te miały zintegrowany z całością parciany pas. Okryciem wierzchnim, mającym chronić przed zimnem pustynnych nocy, był płaszcz czekoladowej barwy.
Hełm korkowy (Tropische Kopfbedeckung), wprawdzie chroniący przed słońcem, ale wielki i niepraktyczny na linii frontu, szybko został zarzucony na rzecz lekkiej, bawełnianej czapki polowej (Tropischemütze), identycznej z Bergmütze, jaką nosili Gebirgsjäger. Podobnie było z wysokimi do kolan tropikalnymi butami ze skóry i płótna (Tropische Schnürschuhe), które bardzo podobały się żołnierzom nieprzyjaciela, ale w szeregach Afrika Korps wolano od nich krótkie buty do kostek z płóciennymi ściągaczami. W boju używano standardowych stalowych hełmów (Stahlhelm) malowanych na kolor piaskowy (sandgelb) lub brązowo-żółty (gelbbraun).
Podstawowe wyposażenie szeregowego piechoty DAK (stan na luty 1941):
- Ładownice skórzane brązowe groszkowane do karabinka Kar98k[a]
- Bagnet S84/98/34 w żabce parcianej z metalową pochwą
- Pas i szelki parciane, koloru oliwkowego[b]
- Chlebak (Brotbeutel) M31, płócienny[c]
- Puszka na maskę przeciwgazową, koloru piaskowego
- Torba na pelerynę przeciwiperytową Gasplane w kolorze piaskowym
- Plecak (Tornister) koloru piaskowego bądź oliwkowozielonego
- Manierka aluminiowa (Feldflasche) M1931[d]
- Menażka M1931
- Płachta namiotowa typu Zeltbahn M1931
- Saperka M1931 w pokrowcu skórzanym
- Gogle przeciwpyłowe